# Cryptomya californica
Cryptomya californica är en musselart som först beskrevs av Conrad 1837.  Cryptomya californica ingår i släktet Cryptomya och familjen sandmusslor. Inga underarter finns listade i Catalogue of Life.